# Niederwil

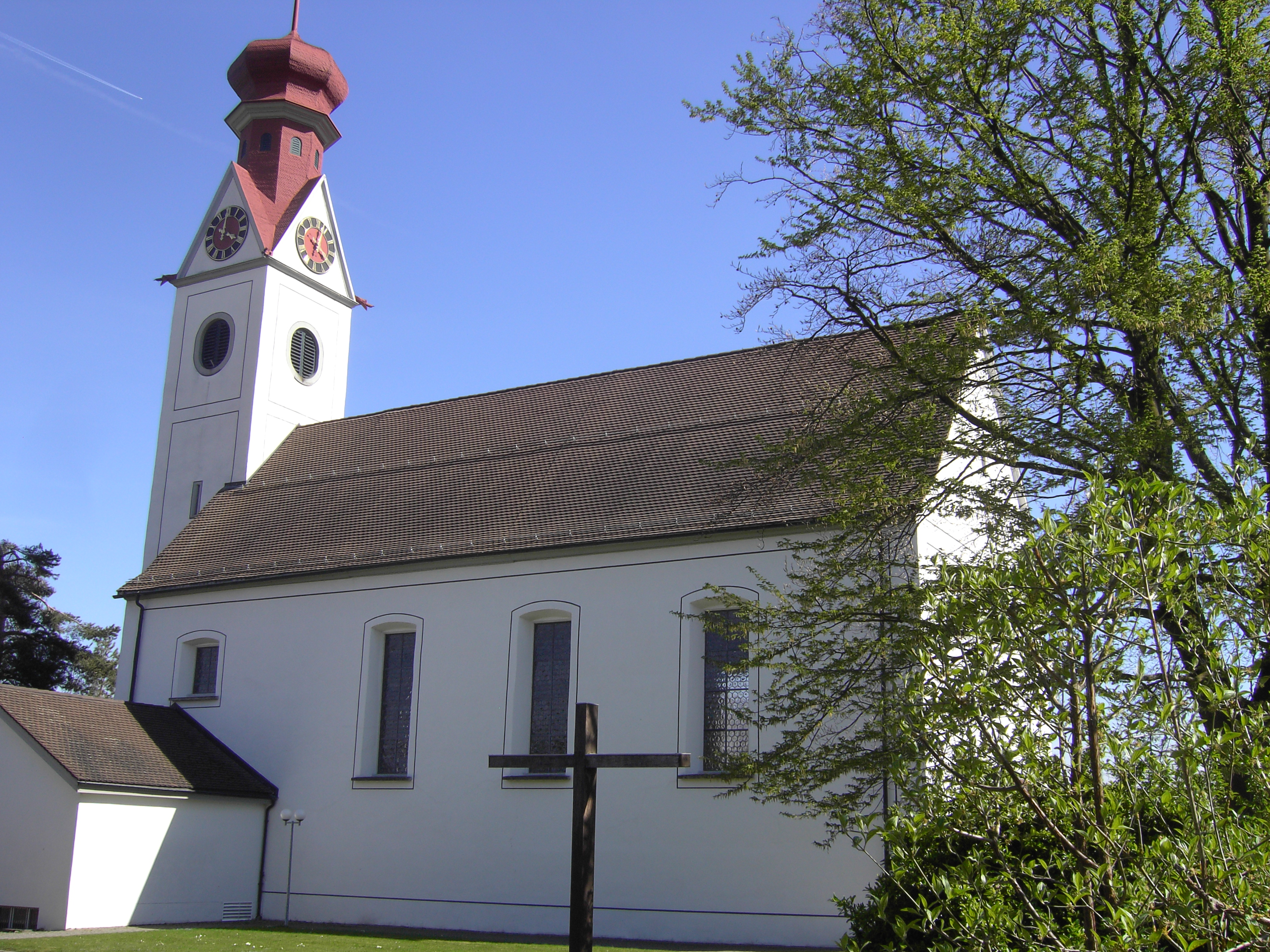
Rom.-cath. Church

Niederwil é uma comuna da Suíça, no Cantão Argóvia, com cerca de 2.269 habitantes. Estende-se por uma área de 6,15 km², de densidade populacional de 369 hab/km². Confina com as seguintes comunas: Fischbach-Göslikon, Hägglingen, Künten, Stetten, Tägerig, Wohlen.
A língua oficial nesta comuna é o Alemão.